# Eleocharis caespitosissima
Eleocharis caespitosissima är en halvgräsart som beskrevs av John Gilbert Baker. Eleocharis caespitosissima ingår i släktet småsäv, och familjen halvgräs. Inga underarter finns listade i Catalogue of Life.